# Liste der Straßen in Hamburg-Cranz

Lage von Cranz in Hamburg und im Bezirk Harburg (hellrot)

Die Liste der Straßen in Hamburg-Cranz ist eine Übersicht der im Hamburger Stadtteil Cranz vorhandenen Straßen. Sie ist Teil der Liste der Verkehrsflächen in Hamburg.

## Überblick
In Cranz (Ortsteilnummer 718) leben 826 Einwohner (Stand: 31. Dezember 2023) auf 1,3 km². Damit ist der Stadtteil der achtkleinste bezogen auf die Fläche und der sechstkleinste bezogen auf die Einwohnerzahl. Cranz liegt im Postleitzahlenbereich 21129.
In Cranz gibt es nur sieben benannte Verkehrsflächen, wovon zwei Sperrwerke ohne Straßenschlüssel sind. Sämtliche Namen haben beschreibenden Charakter bezüglich ihrer Lage an Deichen, den Sperrwerken bzw. ihrer Form.

## Übersicht der Straßen
Die nachfolgende Tabelle gibt eine Übersicht über alle benannten Verkehrsflächen im Stadtteil sowie einige dazugehörige Informationen. Im Einzelnen sind dies:
- Name/Lage: aktuelle Bezeichnung der Straße oder des Sperrwerks. Über den Link (Lage) kann die Straße auf verschiedenen Kartendiensten angezeigt werden. Die Geoposition gibt dabei ungefähr die Mitte an. Bei längeren Straßen, die durch zwei oder mehr Stadtteile führen, kann es daher sein, dass die Koordinate in einem anderen Stadtteil liegt.
- Straßenschlüssel: amtlicher Straßenschlüssel, bestehend aus einem Buchstaben (Anfangsbuchstabe der Straße oder des Platzes) und einer dreistelligen Nummer.
- Länge/Maße in Metern:
Hinweis: Die in der Übersicht enthaltenen Längenangaben sind nach mathematischen Regeln auf- oder abgerundete Übersichtswerte, die im Digitalen Atlas Nord[1] mit dem dortigen Maßstab ermittelt wurden. Sie dienen eher Vergleichszwecken und werden, sofern amtliche Werte bekannt sind, ausgetauscht und gesondert gekennzeichnet.
Der Zusatz (im Stadtteil) gibt an, wie lang die Straße innerhalb des Stadtteils ist, sofern sie durch mehrere Stadtteile verläuft.
- Namensherkunft: Ursprung oder Bezug des Namens.
- Datum der Benennung: Jahr der offiziellen Benennung oder der Ersterwähnung eines Namens, bei Unsicherheiten auch die Angabe eines Zeitraums.
- Anmerkungen: Weitere Informationen bezüglich anliegender Institutionen, der Geschichte der Straße, historischer Bezeichnungen, Baudenkmale usw.
- Bild: Foto der Straße oder eines anliegenden Objektes.

| Name/Lage                     | Straßen- schlüssel | Länge/Maße (in Metern) | Namensherkunft                                                      | Datum der Benennung | Anmerkungen                                            | Bild                           |
| ----------------------------- | ------------------ | ---------------------- | ------------------------------------------------------------------- | ------------------- | ------------------------------------------------------ | ------------------------------ |
| Altes Estesperrwerk (Lage)    | –                  | 0020                   | altes Sperrwerk an der Este                                         | 1966                | Fußweg; östlicher Teil ab Mitte der Este in Neuenfelde | Altes Estesperrwerk            |
| Am Alten Estesperrwerk (Lage) | A180               | 0080 (im Stadtteil)    | Lage am alten Sperrwerk an der Este                                 | 1966                | östlicher Teil in Neuenfelde                           | Am Alten Estesperrwerk (Cranz) |
| Cranzer Elbdeich (Lage)       | C061               | 0560                   | Elbdeich in Cranz                                                   | 1948                | Hauptdeichlinie bis zur Sturmflut 1962                 | Cranzer Elbdeich               |
| Cranzer Hauptdeich (Lage)     | C073               | 1620                   | Hauptdeich zur Elbe in Cranz                                        | 1969                | Hauptdeichlinie seit der Sturmflut 1962                | Cranzer Hauptdeich             |
| Estebogen (Lage)              | E272               | 0500                   | bogenförmiger Verlauf der Straße, die in einem Bogen der Este liegt | 1968                |                                                        | Estebogen                      |
| Estedeich (Lage)              | E249               | 1210                   | Deich der Este                                                      | 1948                |                                                        | Estedeich                      |
| Sperrwerk Estemündung (Lage)  | –                  | 0060                   | neues Sperrwerk an der Estemündung                                  | 1965/66             |                                                        | Sperrwerk Estemündung          |